# Little Black Spiders
Little Black Spiders is een Belgische langspeelfilm uit 2012 van Patrice Toye.
Er werd opgenomen in Duinkerke en Spa met bijkomende binnenopnames in Leuven. De film was de openingsfilm van het Filmfestival Oostende in 2012.
De film is een fictief verhaal, geïnspireerd op waargebeurde feiten die zich in de jaren ’70 afspeelden in België. De film gaat over jonge meisjes die ongewenste zwanger zijn geworden en worden opgevangen in een Katholiek moederhuis. In de jaren '70 bevonden zich diverse van dergelijke moederhuizen in België waaronder het moederhuis Tamar in Lommel. Dot moederhuis was de inspiratie voor deze film. Tamar was in eerste instantie ook opgericht op de zolder van het Maria Middelares ziekenhuis net zoals het moederhuis in deze film. 
Getuigenissen uit deze moederhuizen zijn ook de basis van de vierdelige podcastserie Kinderen van de kerk uit 2023. Het beeld dat daaruit naar voren komst is dat de zusters van Tamar kinderen tegen de wil van hun moeders hebben afgenomen en hier betaald voor hebben gekregen.

## Rolverdeling
| Acteur                 | Personage               |
| ---------------------- | ----------------------- |
| Line Pillet            | Katja                   |
| Charlotte De Bruyne    | Roxanne                 |
| Dolores Bouckaert      | Cecilia                 |
| Ineke Nijssen          | zuster Simone           |
| Nathalie Marie Verbeke | Liesbeth                |
| Martha Vandermeulen    | Sabine                  |
| Romy Lauwers           | Mia                     |
| Marjan De Schutter     | Clara                   |
| Dorien De Clippel      | Mireille                |
| Flor Faes              | baby Katja              |
| Sam Louwyck            | tuinman Henrik          |
| Joren Seldeslachts     | motorrijder Dirk        |
| Peter Seynaeve         | man kinderloos koppel   |
| Sara De Bosschere      | vrouw kinderloos koppel |
| Siska Bouwen           | Greet                   |
| Jan Livens             | Bartje                  |

## Erkenning
Op de slotavond van het Filmfestival Oostende 2013 bij de uitreiking van de Vlaamse Filmprijzen was de film genomineerd voor heel wat Ensors, Beste Regie voor Patrice Toye, Beste scenario voor Ina Vandewijer en Patrice Toye, Beste Actrice en Beste Debuut voor Charlotte De Bruyne, Beste Actrice in een Bijrol voor Marjan De Schutter en Ineke Nijssen, Beste Debuut voor Line Pillet, Beste director of photography voor Richard Van Oosterhout, Beste Muziek voor John Parish, Beste Kostuums voor Yan Tax en Beste Art Direction voor Vincent De Pater waarvan evenwel slechts een kon verzilverd worden. Charlotte De Bruyne mocht de Ensor Beste Debuut 2013 in ontvangst nemen.